# Egolzwil
Egolzwil est une commune suisse du canton de Lucerne, située dans l'arrondissement électoral de Willisau.

## Histoire
Pendant la Seconde guerre mondiale, le camp disciplinaire de Wauwilermoos est situé à proximité de la commune.

Vue aérienne (1950)